# テュスフィヨール
テュスフィヨール（ノルウェー語: Tysfjord）は、ノルウェーのヌールラン県にある基礎自治体（以下、本稿では便宜上「市」と記述する）。行政の中心地はチョプスヴィク村で、オフォーテン地域にあたる。
ルレ・サーミ語では Divtasvuodna という。1869年にロディンゲンから分立した。
ルレ・サーミ語も公用語で、役所などではルレ・サーミ語の使用が認められているが、未だ浸透していない。ドラーグ村にはアランルレ・サーミ語センターがある。

## 基礎情報

### 地名

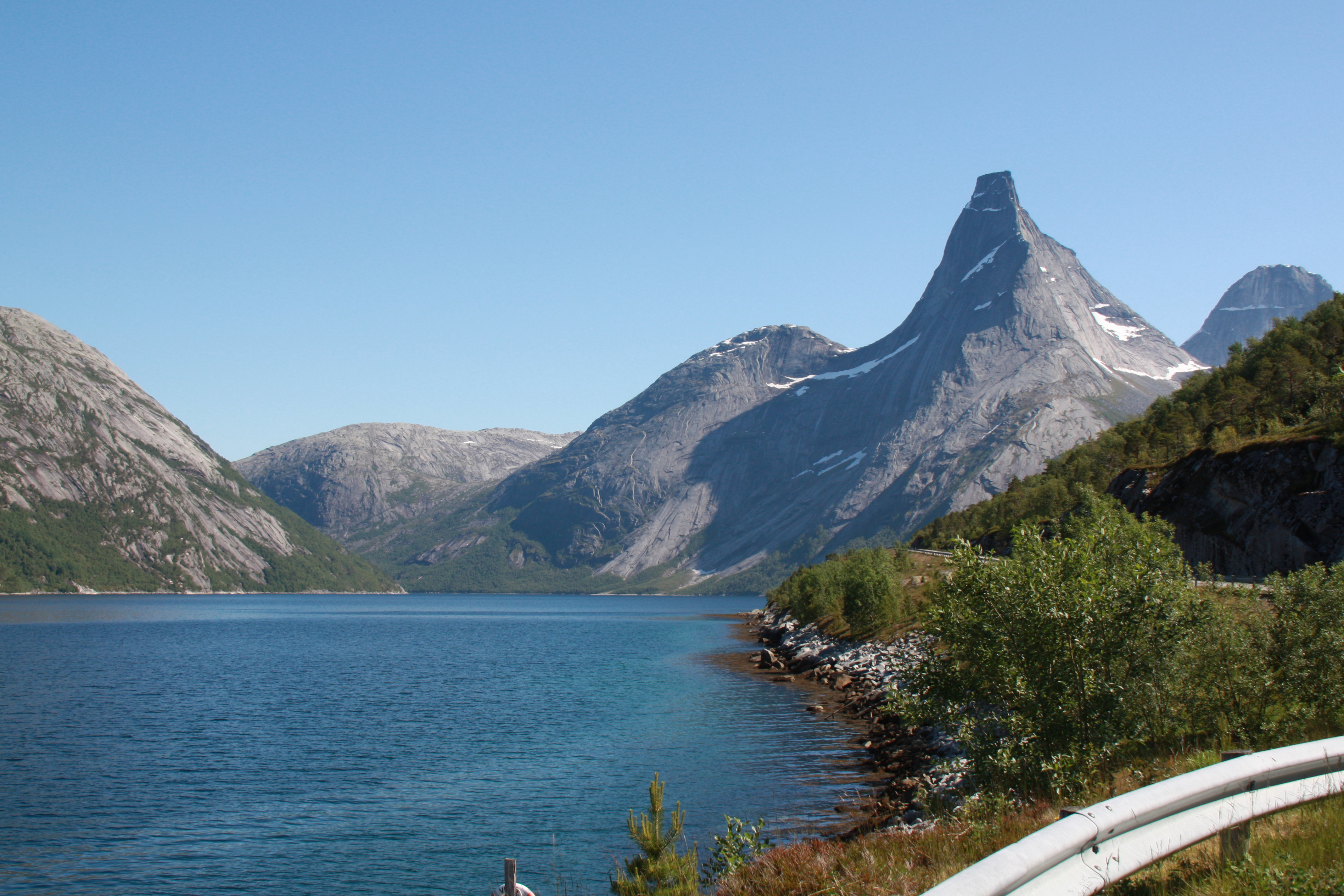
ステティン山（右）

同名のフィヨルドにちなむ。フィヨルドの名は、サーミ名の Divtasvuodna をノルウェー語に訳したものである。初めの部分の意味は分かっていないが、最後の vuodna はフィヨルドを意味する。

### 紋章
1987年7月31日に制定された現在の紋章には、銀色に黒でロブスターが描かれている。市はロブスターの生息北限である。

## 歴史
ライクネスにある狩りの様子を描いた壁画は、世界最古のシャチの描写として知られる。

## 経済
1920年に付近で産出される石灰を加工するセメント工場が操業を開始した。現在でもノルセムというセメント会社が130人を雇用し、地域経済になくてはならない存在となっている。ほかには公共サービス、観光業、農業などがある。

## 地理
市は同名のフィヨルドを取り囲むように位置する。フィヨルドは最大水深が897mで、ノルウェーのフィヨルドのなかで二番目に深い。北はバランゲン、南はハマロイ、東はスウェーデン、北西はヴェストフィヨルドとそれぞれ接する。面積のほとんどを灰色がかった花崗岩の山々、マツ、カバ、ヤマナラシなどの森林、フィヨルドの分流などの大自然が占める。とりわけ標高1392mのステティン山は、フィヨルドから突出してそびえるそのオベリスクのような風貌から特に有名で、地元では頂上が一部平らになっていることから「神の金敷き」（gudenes ambolt）と呼ばれる。2002年の秋にノルウェー国定山岳に指定された。イギリス人クライマーのウィリアム・C・スリンズグビーは「わたしが今まで見たなかで一番不恰好だ」と言い、頂上に登らなかった。スウェーデンとの国境近くには、最高地点が標高1500mにもなるギッツェイエグヤ氷河がある。
国立保護区も数箇所ある。例えば、花崗岩の山々が迫るフィヨルドの奥にはマンフィヨルドボトゥン保護区という手付かずの森が広がる。スウェーデン国境と6.3kmしか離れていないヘレモフィヨルドの奥にも、風光明媚なハイキングコースがある。Raggejavreraigeという深い洞窟もある。ノルウェー北部では珍しく、シダレカンバが自生している。

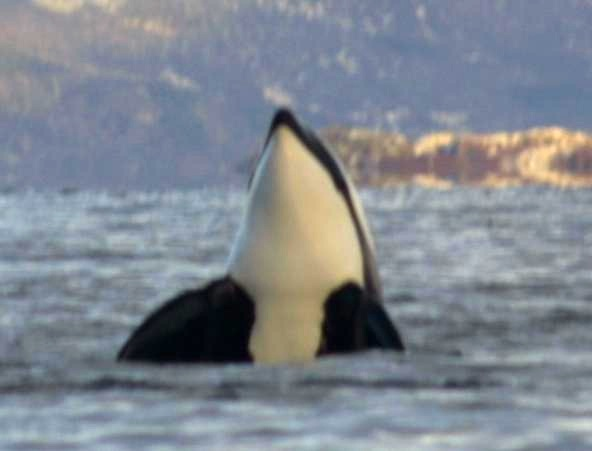
海面から姿を現したシャチ

冬、フィヨルドには世界でも指折りのニシンの大群がやってきて、それを追うクジラやシャチも到来する。これを見ようと遠くからやってくる観光客もいるが、それほど多くはない。2008年からはニシンやシャチの数が少なくなった。ネズミイルカ、ロブスター、オジロワシ、カラス、カワウソ、ヘラジカなども見られる。

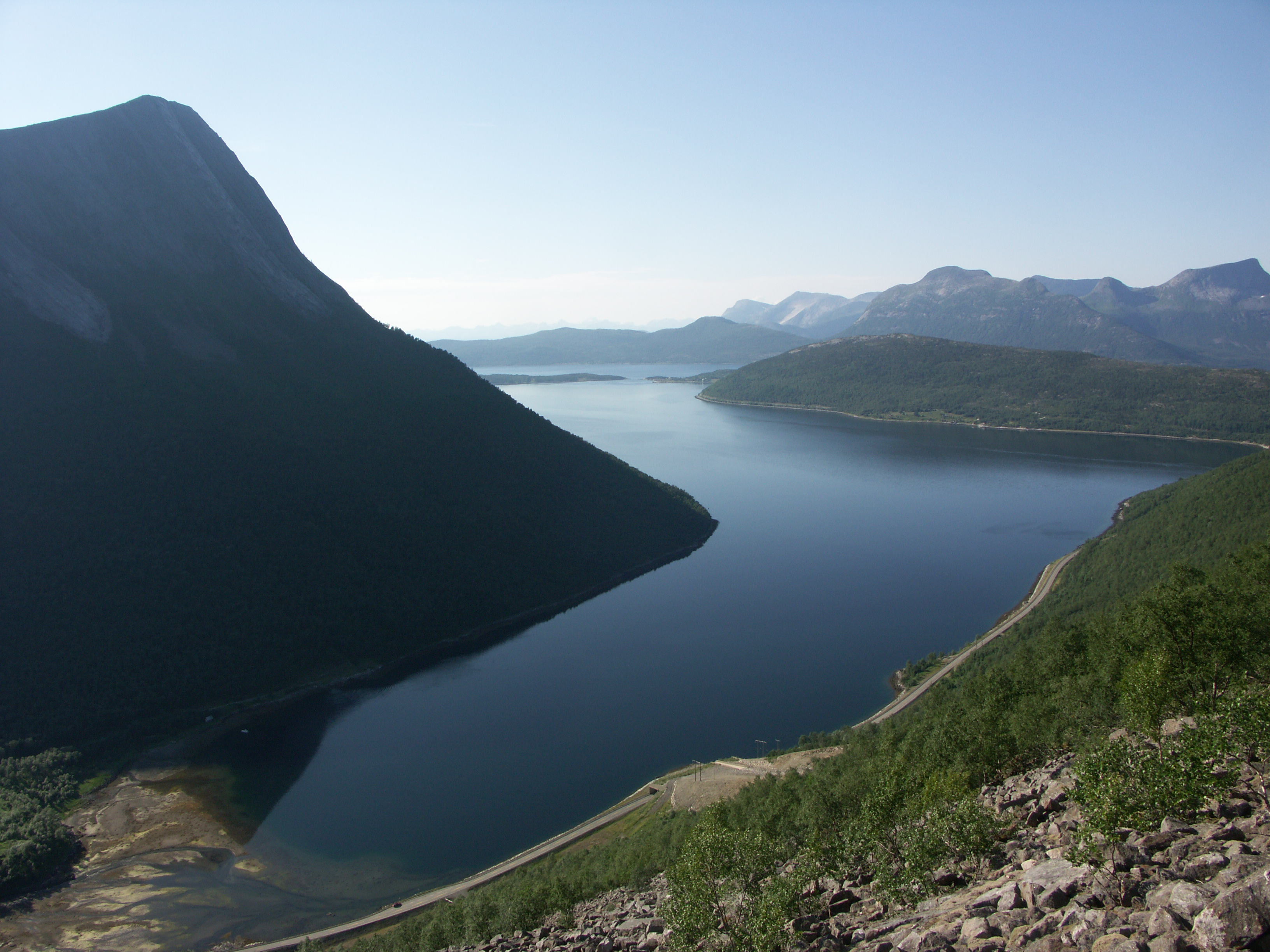
フィヨルド

沿岸部はホエールウォッチングの地として知られるが、バードウォッチングも盛んである。大規模な海鳥の繁殖地こそないものの、キョクアジサシやアジサシなどが繁殖するラムンホルメンは自然保護区に指定されている。

## 気候
気候は温暖で、チョプスヴィクの年平均気温は4.2℃、年間降水量は1080mmである。夏は快適だが、長雨にたたられることもある。6月の一日の平均気温は10.9℃、7月は13.3℃、8月は12.5℃。
統計上は11月17日から3月30日までの4ヶ月ちょっと平均気温が氷点下を下回り、中でも1月は-2.7℃と寒くなる。雨が最も降る月は10月で平均154mm、対して5月は平均54mmしか降らない。
毎年5月下旬から6月中旬まで白夜、12月上旬から1月中旬まで極夜となる。オーロラは冬と晩秋によく見られる。

## 交通

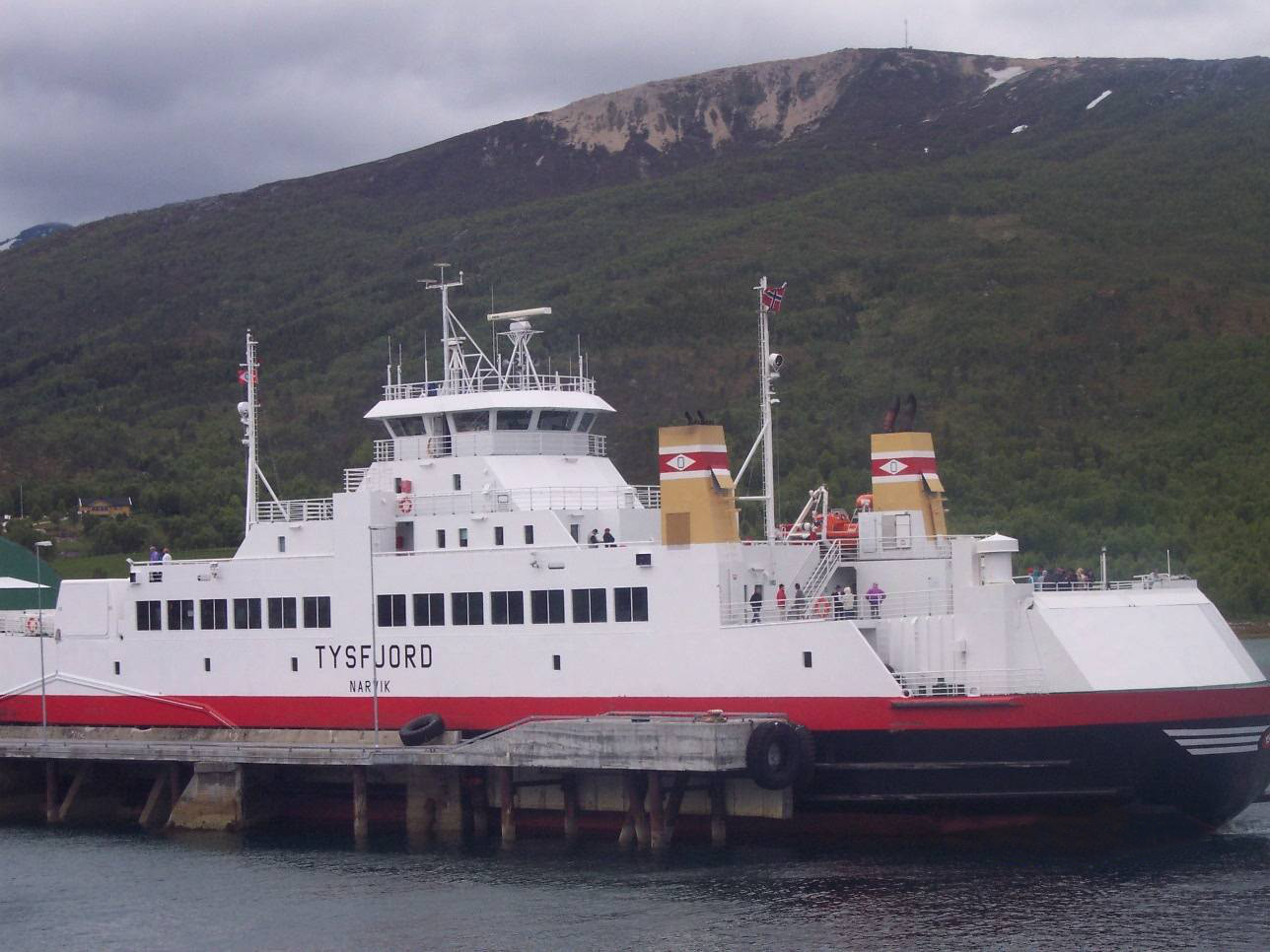
ボグネスとロディンゲンを結ぶフェリー

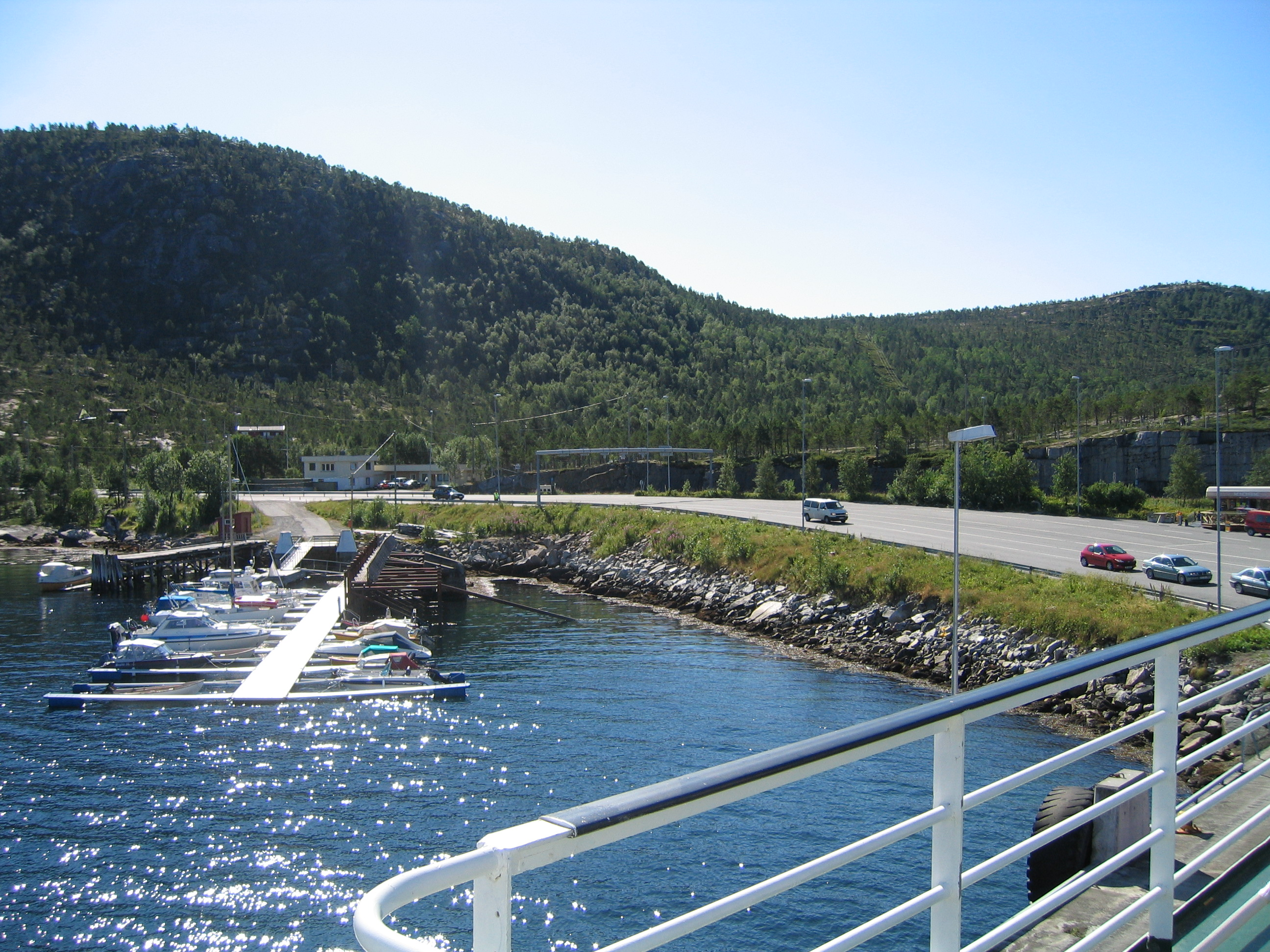
スカルバルゲット・フェリーハーバー

テュスフィヨールは欧州道路E6号線で唯一の「海上道路」区間で、ボグネス-シャルベルゲト間にフェリーが運航されている。また、E10号線が通るボグネスとロディンゲンの間も「海上道路」である。また、フィヨルド南岸のドラーグと北岸のチョプスヴィクの間にもフェリーがある。このフェリーが悪天候などで運航中止になると、ノルウェーの交通網は分断される。スウェーデンを経由するルートもあるが、かなりの遠回りになる。
最寄りの空港はエヴェネスにあるナルヴィク空港。